# Газпром СПГ Портовая
«Газпром СПГ Портовая» — российский завод по производству сжиженного природного газа и морской СПГ-терминал.
Расположен в Выборгском районе Ленинградской области, в непосредственной близости от начальной точки экспортного газопровода «Северный поток». Морской погрузочный терминал завода формально относится к порту Высоцк, хотя находится в 20 км от него.
Источником газа является газопровод Грязовец — Выборг.
Проектная производительность — 1,5 млн тонн в год.
В строительстве завода использовались отечественные материалы и технологии. В частности газоперекачивающие агрегаты изготовлены в петербургской компании «РЭП Холдинг», а резервуар для хранения СПГ изготовил Череповецкий металлургический комбинат.
27 ноября 2021 года к заводу был пришвартован газовоз «Портовый», предназначенный для использования в качестве хранилища СПГ. О запуске завода стало известно в сентябре 2022 года.